# Platylabus parvimaculatus
Platylabus parvimaculatus är en stekelart som först beskrevs av Cameron 1903.  Platylabus parvimaculatus ingår i släktet Platylabus och familjen brokparasitsteklar. Inga underarter finns listade i Catalogue of Life.